# Кош-Таш
Кош-Таш (кирг. Кош-Таш) — село в Токтогульском районе Джалал-Абадской области Кыргызстана. Входит в состав Кызыл-Озгорушского айылного аймака.

## География
Село расположено в северо-восточной части области, на левом берегу реки Конгур-Огюз, на расстоянии приблизительно 45 километров (по прямой) к юго-востоку от города Токтогула, административного центра района.

## Население
Согласно оценочным данным Национального статистического комитета Кыргызской Республики, численность населения села на начало 2023 года составляла 1541 человек.
| год     | 2009 | 2014 | 2015 | 2020 | 2021 | 2023 |
| ------- | ---- | ---- | ---- | ---- | ---- | ---- |
| человек | 1314 | 1407 | 1386 | 1604 | 1624 | 1541 |